# 富貴寺 (奈良県川西町)
富貴寺（ふきじ）は奈良県磯城郡川西町にある真言宗豊山派の寺院である。平安初期に法隆寺夢殿を再興し、法隆寺の学問振興に力を注いだ道詮（どうせん）が晩年に開いたとされる。今は壺阪寺の末寺となっているが、無住の寺となっている。

## 文化財

### 重要文化財（国指定）
- 本堂 - 寄棟造本瓦葺の建物。南北朝末期の元中5年（1388年）の建立。
- 木造釈迦如来坐像
- 木造地蔵菩薩立像

### 関連文化財
- 旧富貴寺羅漢堂（法隆寺所有、重要文化財）

かつて当寺境内にあった小堂。三重塔の二重・三重が失われ、初層のみが残ったものとみられる。柱、頭貫、組物などの部材が残るのみで荒廃していたものを1935年（昭和10年）に細川護立（肥後細川家当主、美術収集家）が引き取り、解体して東京の自邸倉庫に保管していた。1969年、部材207点は細川から法隆寺に寄進され、建築家の大岡實が復元のための図面を作成した。部材は腐朽が甚だしかったが、様式から平安時代のものと判断された。部材は修復のうえ、単層宝形造の小堂として法隆寺境内に再建され、1971年に「旧富貴寺羅漢堂」として重要文化財に指定された。法隆寺の西院と東院を結ぶ道の南側に所在するが、一般には公開されていない。

## アクセス
- JR大和路線 法隆寺駅下車、徒歩（約3km）
- 近鉄橿原線 結崎駅下車、徒歩（約3km）